# Richard Prebble
Richard  William Prebble (ur. 7 lutego 1948) – nowozelandzki polityk. Jest jednym z architektów nowozelandzkiego odrodzenia gospodarczego lat 80. XX wieku. 

## Życie zawodowe

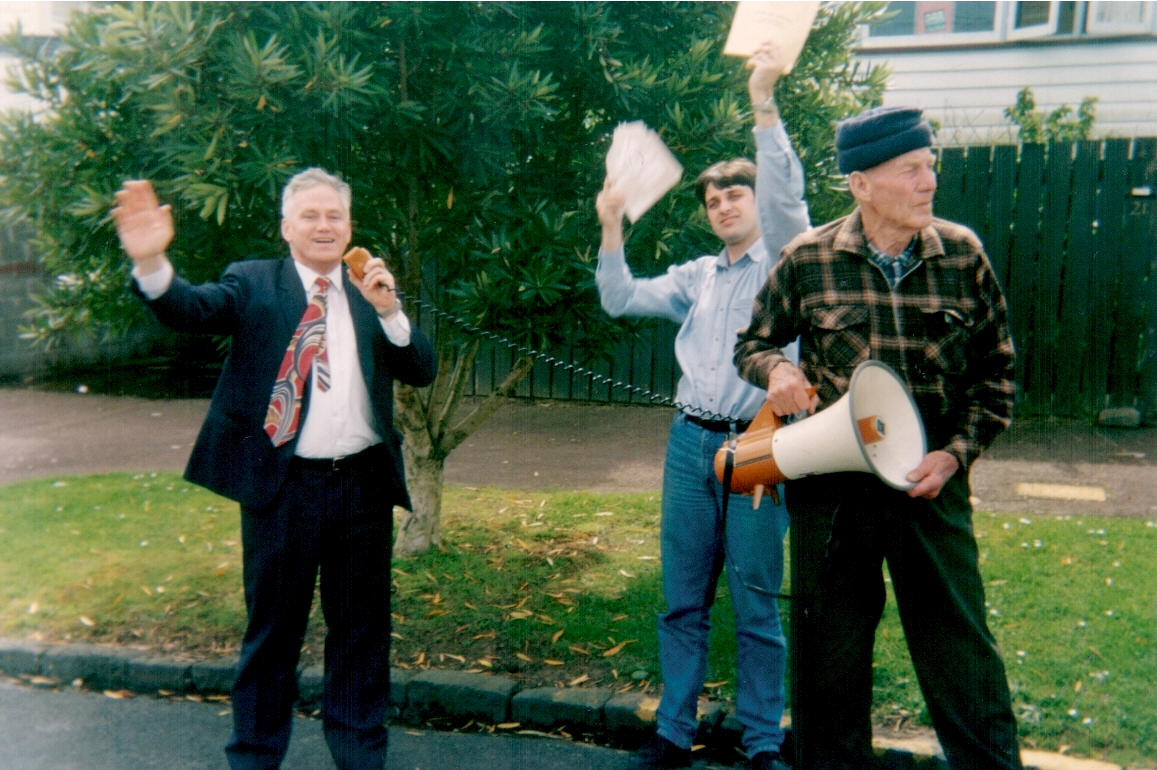
Rochard Prebble podczas kampanii wyborczej w 1993.

Był dziewięciokrotnie wybrany na stanowisko członka Izby Reprezentantów Nowej Zelandii. Przez ten czas obsadzał także wiele wysokich stanowisk w ministerstwach różnych resortów. Opowiadał się za prywatyzacją majątku państwowego, deregulacją gospodarki, a także likwidacją barier handlowych i wszelkich państwowych dotacji oraz obniżką ceł i podatków. Zreformował m.in. koleje, porty, przemysł lotniczy, telekomunikację, radio. W latach 1996–2005 był liderem wolnorynkowej Partii Konsumentów i Podatników, obejmując to stanowisko po jej założycielu, którym był Roger Douglas.
Richard jest autorem wielu książek o tematyce ekonomicznej, w tym kilku bestsellerów: „I’ve Been Thinking”, „I’ve Been Writing”, „What Happens Next”, „Now It’s Time to Act” oraz „Out of the Red”.
W Polsce została wydana jego książka pt. Nowozelandzkie odrodzenie gospodarcze.
W roku 1995 został odznaczony przez królową Elżbietę II Orderem Imperium Brytyjskiego za publiczną służbę.

## Życie prywatne
Urodził się w Kent jako syn Kennetha Ralpha Prebble i Mary Prebble. Jego ojciec był anglikańskim księdzem i jednym z przywódców ruchu charyzmatycznego w parafii St. Pauls w Auckland, gdzie sprawował urząd archidiakona. Na emeryturze, rodzice Richarda nawrócili się na katolicyzm.
Starszy brat Richarda, John Prebble, pracuje jako profesor prawa na Uniwersytecie Wiktorii, młodszy natomiast, Mark Prebble, był przez pewien czas komisarzem w ministerstwie spraw wewnętrznych. Richard ma żonę Doreen, która pochodzi z Wysp Salomona. Pracowała także jako konsul honorowy Wysp Salomona w Nowej Zelandii. Razem z Doreen mają córkę, którą jest Antonia Prebble.